# American Park
El American Park fue un parque de diversiones popular en Guayaquil, Ecuador que funcionó entre los años 1922 y 1967. Fue construido por el empresario guayaquileño Rodolfo Baquerizo Moreno —hermano del presidente Alfredo Baquerizo Moreno— inspirado en uno que había visto años atrás en Coney Island y se construyó a orillas del Estero Salado sobre unos terrenos de 2,5 ha obtenidos en arrendamiento a la Municipalidad de Guayaquil.
El parque de distracciones y balneario se componía de edificio de vestidores, pista de baile, juegos mecánicos y muelle para los bañistas en el estero, posteriormente se construyeron en su lugar dos piscinas de agua salada. Adicionalmente, para permitir el acceso al parque, se rellenó la actual 9 de Octubre hasta la calle Esmeraldas, ya que dicho sector era principalmente manglares inundables en invierno.
El parque funcionó hasta 1967 cuando el alcalde Assad Bucaram empezó en ese lugar la construcción del parque Guayaquil, actualmente denominado Plaza Rodolfo Baquerizo Moreno, al lado del Malecón del Salado.